# Runar Schauman
Uno Allan Runar Schauman, född 14 augusti 1908 i Loimijoki i Finland, död 17 mars 1977 i Helsingfors, var en finländsk skådespelare och teaterchef, far till skådespelaren Göran Schauman. Mellan 1954 och 1963 var han chef för Svenska Teatern i Helsingfors. 

## Roller (urval)

### Film
- 1977 – Här under polstjärnan
- 1945 – Biljett till äventyret
- 1939 – Under knutpiskan
- 1938 – Det susar i nordanskog

## Teater

### Roller
| År   | Roll                   | Produktion                                                              | Regi                                 | Teater                           |
| ---- | ---------------------- | ----------------------------------------------------------------------- | ------------------------------------ | -------------------------------- |
| 1929 | Walker, poliskonstapel | Tiggaroperan (Die Dreigroschenoper) Bertolt Brecht och Kurt Weill       | Nicken Rönngren                      | Svenska Teatern, Helsingfors     |
| 1938 | Canouville, officer    | Madame Sans-Gêne Victorien Sardou och Émile Moreau                      | Mia Backman                          | Svenska Teatern, Helsingfors     |
| 1964 | George Bernard Shaw    | Kära lögnare (Dear Delinquent) Jerome Kilty                             | Sandro Malmquist                     | Riksteatern                      |
| 1964 | Boanerges, minister    | Karusellen (The Apple Cart) George Bernard Shaw                         | Georg Funkquist                      | Stockholms stadsteater           |
| 1965 |                        | Fallet Oppenheimer (In der sache J.Robert Oppenheimer) Heinar Kipphardt | Eva Sköld                            | Malmö stadsteater                |
| 1968 | César                  | Fanny Marcel Pagnol                                                     | Bertil Norström Lars Gerhard Norberg | Norrköping-Linköping stadsteater |
| 1969 | Gubben                 | Spöksonaten August Strindberg                                           | Lars-Erik Liedholm                   | Norrköping-Linköping stadsteater |
| 1969 | Hans Nåd               | Hans nåds testamente Hjalmar Bergman                                    | Runar Schauman Kaj Ahnhem            | Helsingborgs stadsteater         |

### Regi
| År   | Produktion           | Upphovsmän      | Teater                                                   |
| ---- | -------------------- | --------------- | -------------------------------------------------------- |
| 1969 | Hans nåds testamente | Hjalmar Bergman | Helsingborgs stadsteater Regi tillsammans med Kaj Ahnhem |